# Helene Siegfried

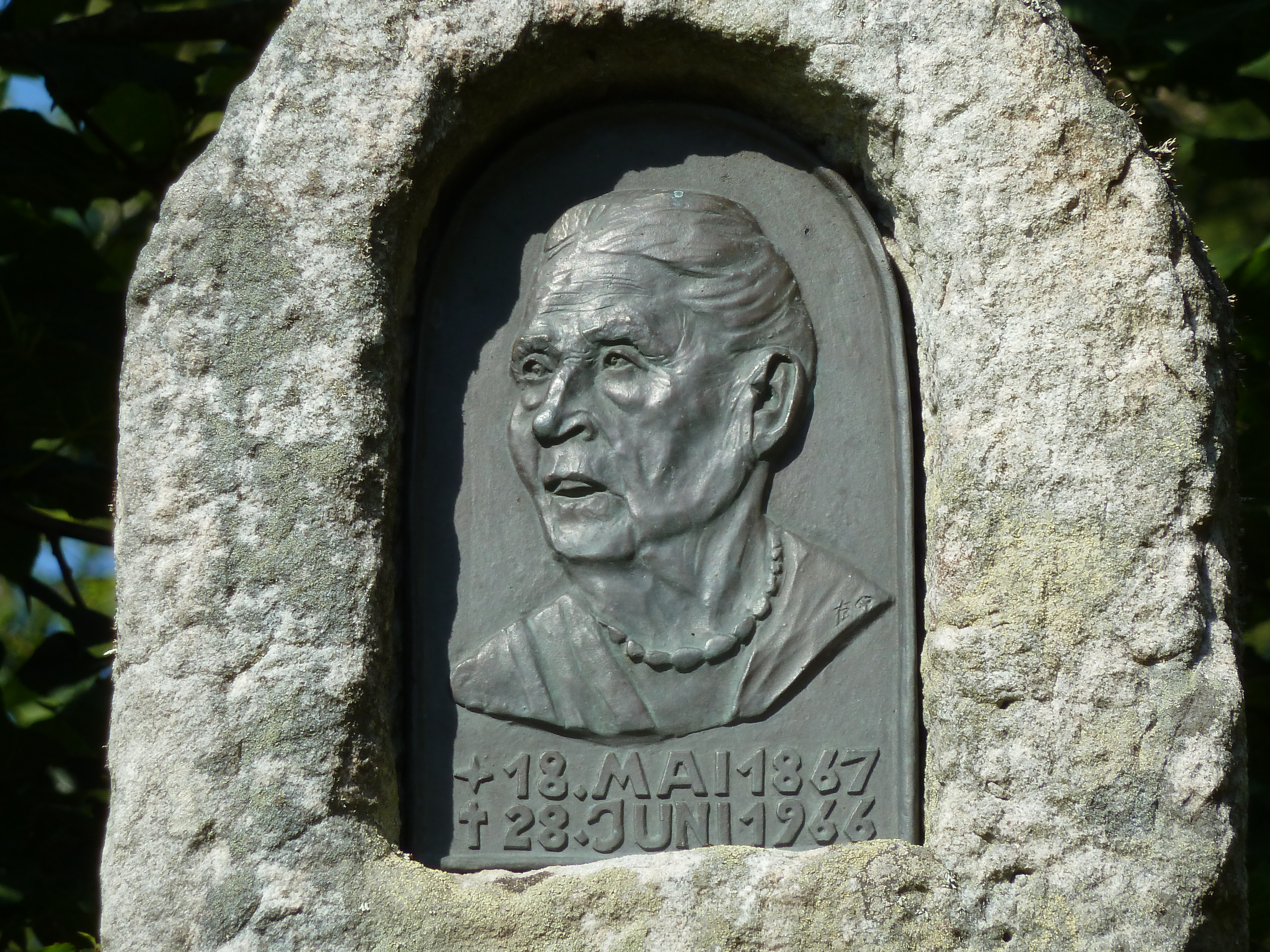
Porträt von Helene Siegfried auf Gedenkstein vor dem Heimatmuseum Hüsli

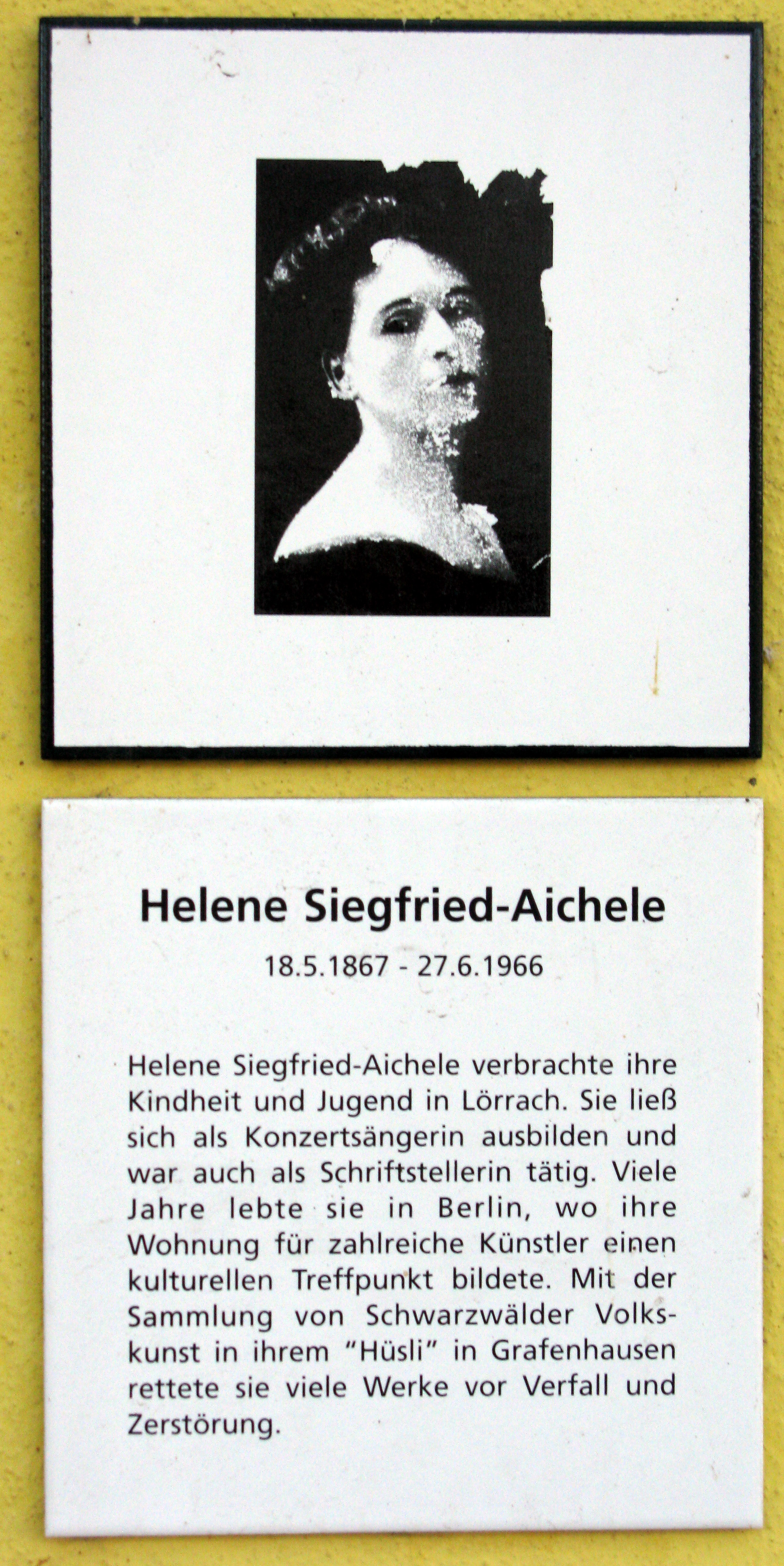
Tafel an der Villa Aichele in Lörrach

Helene Siegfried (* 18. Mai 1867 in Lörrach als Helene Aichele; † 27. Juni 1966 in Grafenhausen-Rothaus) war eine deutsche Konzertsängerin und Schriftstellerin. Sie ist die Erbauerin des späteren Heimatmuseums Hüsli in Rothaus.

## Leben
Helene Aichele kam am 18. Mai 1867 als Tochter des Fabrikanten Albert Aichele (Gesellschafter und Geschäftsführer der Stoffdruckerei KBC) und seiner Ehefrau Marie, geborene Vom Hove, zur Welt und wurde am 6. Juni evangelisch getauft. Zu ihren beiden Geschwistern gehörte der spätere Elektrotechnik-Pionier Albert Aichele (1865–1922).
Nach dem Besuch der Volksschule heiratete Helene Aichele in Partenkirchen im Jahr 1890 den Schweizer Schriftsteller Walther Siegfried. Zusammen hatten sie die Töchter Helene (1895–1918), die als freiwillige Rotkreuzschwester im Schwerverwundeten-Lazarett an der Grippe verstarb, und Margot Heller-Siegfried (1899–1988). Um die Jahrhundertwende verließ sie ihre Familie und zog nach Berlin. Nach einer musikalischen Ausbildung war sie dort unter dem Namen Helene Siegfried-Martini als Konzertsängerin erfolgreich.
Zudem sammelte sie in ihrer Wohnung Antiquitäten. Dort verkehrte sie zudem mit bekannten Künstlern ihrer Zeit. Darunter waren der Opernsänger Enrico Caruso, der Komponist Richard Strauss, die spätere Twain-Übersetzerin Else Otten (1873–1931) sowie die Maler Arnold Böcklin und Franz von Lenbach. Letzterer fertigte ein Porträt von ihr an. In Berlin betätigte sie sich auch literarisch und veröffentlichte Titel wie Goethe als Begleiter, Einkehr bei Gottfried Keller und Weisheit und Schönheit der Bibel-Themen.
Nachdem sie bereits vor dem Ersten Weltkrieg häufiger Zeit im Schwarzwald verbracht hatte, ließ sie sich bis 1912 einen Sommersitz im Grafenhausener Ortsteil Rothaus errichten – das Hüsli. Aus den Bauernhäusern der näheren und weiteren Umgebung trug sie dörfliche Kunstgegenstände, Möbel und Hausbestandteile wie Treppen, Türen und Geländer zusammen und verwendete sie zur Ausstattung des Hüslis. Dieses Haus im Schwarzwald wurde zu ihrem Hauptwohnsitz, nachdem Siegfried ihren gesamten Besitz im Zweiten Weltkrieg verloren hatte.
Der Landrat Alfred Mallebrein setzte sich bereits zu Lebzeiten Siegfrieds dafür ein, die Sammlung auch über ihren Tod hinaus erhalten zu können. Nachdem der Kreisrat das Gebäude besichtigt hatte, beschloss er auf dem Kreistag am 26. März 1958 in Hinterzarten einstimmig den Kauf des Hüslis durch den Landkreis Hochschwarzwald.
Im Alter von 99 Jahren verstarb Helene Siegfried-Aichele am 27. Juni 1966. Das Hüsli wurde in ein Heimatmuseum umgewandelt.
Margot Heller-Siegfried veröffentlichte 1974 mit dem Büchlein Hüsli-Erinnerungen eine Biografie über ihre Mutter.

## Werke
- Weisheit und Schönheit aus der Bibel, Hoffmann und Campe, Hamburg, 1948